# Wallula
Wallula és una concentració de població designada pel cens dels Estats Units a l'estat de Washington. Segons el cens del 2000 tenia 197 habitants.

## Demografia
Segons el cens del 2000, Wallula tenia 197 habitants, 60 habitatges, i 48 famílies. La densitat de població era de 760,6 habitants per km².
Dels 60 habitatges en un 45% hi vivien nens de menys de 18 anys, en un 61,7% hi vivien parelles casades, en un 11,7% dones solteres, i en un 20% no eren unitats familiars. En el 8,3% dels habitatges hi vivien persones soles l'1,7% de les quals corresponia a persones de 65 anys o més que vivien soles. El nombre mitjà de persones vivint en cada habitatge era de 3,28 i el nombre mitjà de persones que vivien en cada família era de 3,38.
Per edats la població es repartia de la següent manera: un 39,6% tenia menys de 18 anys, un 2,5% entre 18 i 24, un 26,9% entre 25 i 44, un 20,8% de 45 a 60 i un 10,2% 65 anys o més.
L'edat mediana era de 32 anys. Per cada 100 dones de 18 o més anys hi havia 83,1 homes.
La renda mediana per habitatge era de 26.071 $ i la renda mediana per família de 26.071 $. Els homes tenien una renda mediana de 26.000 $ mentre que les dones 18.611 $. La renda per capita de la població era de 10.831 $. Aproximadament el 7,4% de les famílies i l'11,7% de la població estaven per davall del llindar de pobresa.

## Poblacions properes
El següent diagrama mostra les poblacions més properes.